# 小黑猫的探戈
小黑猫的探戈（日语：黒ネコのタンゴ、黒猫のタンゴ，假名：くろネコのタンゴ）是用日语填词翻唱的1969年的意大利童谣，原曲名为“Volevo un gatto nero”。除日语外，也有很多语言的翻唱版本。

## 意大利语原曲
“小黑猫的探戈”的原曲是1969年3月在意大利日报歌唱比赛“第十一届Zecchino d'Oro”中获得第三名的歌曲“Volevo un gatto nero”。Vincenza Pastorelli的这首歌售出了900万份。
- 曲名：“Volevo un gatto nero”（我想要一只黑猫）
- 作词：Mario Pagano（笔名“Framario”），Armando Soricillo，Francesco Saverio Maresca
- 作曲：Armando Soricillo
- 歌手：Vincenza Pastorelli